# Samuel C. Polley
Samuel Cleland Polley (* 13. Januar 1864 in Winnebago Township, Minnesota; † 13. Januar 1949 in Rapid City, South Dakota) war ein US-amerikanischer Jurist und Politiker (Republikanische Partei).

## Werdegang
Samuel Cleland Polley, Sohn von John Cutter Polley und seiner Ehefrau Amanda Annette, geborene Korn, wurde während des Sezessionskrieges im Houston County geboren. Sein Vater wurde am 26. Februar 1826 in Youngstown (Ohio) geboren und war Landwirt. John Cutter Polley zog 1857 mit seiner Familie in das Minnesota-Territorium und ließ sich dort in Houston (Houston County) nieder. Im Herbst 1878 zog er weiter nach Aitkin County, wo er als erster Mann der Landwirtschaft nachging. Polley lebte dort bis zu seinem Tod am 26. September 1886. Seine Ehefrau verstarb im August 1896. Das Paar bekam neben Samuel Cleland zehn weitere Kinder. Drei von ihnen verstarben in der Kindheit, darunter William (1872–1872) und Isaac († 1872). Zu den anderen Kindern, welche ihre Kindheit überlebten, zählten Robert Bruce (1852–1942), Isabella (1855–1872), Theresa (1862–1943), Jessie M. (1866–1919), Alice, Anna Louise und Helen.
Polley besuchte eine öffentliche Schule. In der Folgezeit ging er auf die State Normal School in St. Cloud, dem Verwaltungssitz vom Stearns County. Danach begann er mit seinem Jurastudium an der University of Minnesota, wo er 1890 seinen Bachelor of Laws erwarb. Geschichten über das Goldschürfen hatten zu jener Zeit ihren Einfluss auf ihn. Daher beschäftigte er sich mit Erzproben, bevor er mit drei jungen Bergbauingenieuren zu den Black Hills aufbrach. Die vier Männer zogen 1890 zuerst nach Custer (South Dakota), wo sie fast sofort entmutigt wurden. Polley entschied sich aber, in den Black Hills zu bleiben. Bei seiner Ankunft in Deadwood (Lawrence County) war die Blütezeit des Bergbaulagers vorbei. Daher trat er in eine Anwaltskanzlei ein, in der er zwei Jahre später Partner wurde. Fast von Anfang an beschäftigte er sich mit Rechtsstreitigkeiten, die auf Goldminenansprüchen beruhten. In den Jahren 1901 und 1902 war er als Staatsanwalt im Lawrence County tätig. Er wurde 1912 für eine sechsjährige Amtszeit zum Richter am South Dakota Supreme Court gewählt und dreimal nacheinander wiedergewählt. Seine Urteile wiesen auf einen starken Charakter, eine sorgfältige Analyse, eine gründliche Kenntnis des Gesetzes und ein unbefangenes Urteilsvermögen hin.
Neben seiner Tätigkeit als Jurist übte Polley andere öffentliche Ämter aus. Bei den Wahlen im Jahr 1908 wurde er für eine zweijährige Amtszeit zum Secretary of State von South Dakota gewählt und bei den Wahlen im Jahr 1910 wurde er wiedergewählt. Polley bekleidete den Posten von 1909 bis 1913. Im Jahr 1908 saß er in der Capitol Commission, welche sich mit der Finanzierung des Baus, der Fertigstellung und der Ausstattung des neuen South Dakota State Capitols in Pierre (Hughes County) beschäftigte. Während dieser Zeit saß er auch im Begnadigungsausschuss von South Dakota und dem Board of Assessment and Equalization von South Dakota.
Am 15. November 1899 heiratete er in Deadwood Miss Lenore Vance McConnell (1868–1948), Tochter von Alexander S. McConnell. Das Paar bekam drei Kinder: Catherine Louise (1901–1979), Cleland Alexander (* 6. Februar 1904) und Chalmers (1906–1977). Samuel Cleland Polley gehörte der Episkopalkirche an. Er verstarb in einem Pflegeheim in Rapid City.